# Jorge Soto (ciclista)
Jorge Soto (Salto, 8 de agosto de 1986) es un ciclista de ruta y pista uruguayo.
Ganó varias etapas tanto de la Vuelta Ciclista del Uruguay como de Rutas de América.
Con la selección uruguaya fue vicecampeón panamericano sub-23 en ruta y contrarreloj en el año 2005.
Dichas actuaciones lo catalogaron como promesa olímpica y fue becado por un mes en Suiza en el Centro Mundial de Ciclismo de la UCI para perfeccionarse, aunque finalmente estuvo más de un año
En 2010 se consagró Campeón Nacional de Pista y campeón Nacional Contrarreloj
En marzo de 2011 logró ganar su primera carrera importante por etapas en Uruguay, las Rutas de América 2011, repitiendo el logro en 2012. En abril de 2012 se casó con Luciana Gonzales.
A principios de 2016 fue nombrado director de deportes de la Intendencia Municipal de Salto, dejando poco después la actividad deportiva para dedicarse a su nuevo cargo.
Actualmente (2022) tiene dos hijos, Emanuel (07/12/2016) y Martina (09/03/2014).

## Palmarés
2005
- 1 etapa de Rutas de América
- 2.º en el Campeonato Panamericano de Ciclismo, Contrarreloj, Sub-23
- 2.º en el Campeonato Panamericano de Ciclismo, Ruta, Sub-23

2008
- 1 etapa de la Vuelta Ciclista del Uruguay
- 3º en el Campeonato Panamericano de Ciclismo en Ruta, Contrarreloj, Sub-23

2009
- 2 etapas de la Vuelta Ciclista del Uruguay

2010
- 1 etapa de Rutas de América
- 1 etapa de la Vuelta Ciclista del Paraguay
- 1.º en el Campeonato Nacional Contrarreloj

2011
- Rutas de América, más 1 etapa

2012
- 1.º en el Campeonato Nacional Contrarreloj
- Rutas de América, más 1 etapa
- 3º en el Campeonato Panamericano de Ciclismo en Ruta,  Contrarreloj

2013
- 1.º en el Campeonato Nacional Contrarreloj

2014
- 2.º en el Campeonato Nacional Contrarreloj

2022
- 2 etapas de la Vuelta Ciclista del Uruguay